# Vincent Argondizzo
Vincent Argondizzo (...) è un allenatore di football americano statunitense.
Dopo aver giocato e allenato allenatore di squadre di club italiane (Warriors Bologna, Alligators Rovigo e Braves Bologna) e della nazionale italiana.